# Charles Robert Leslie

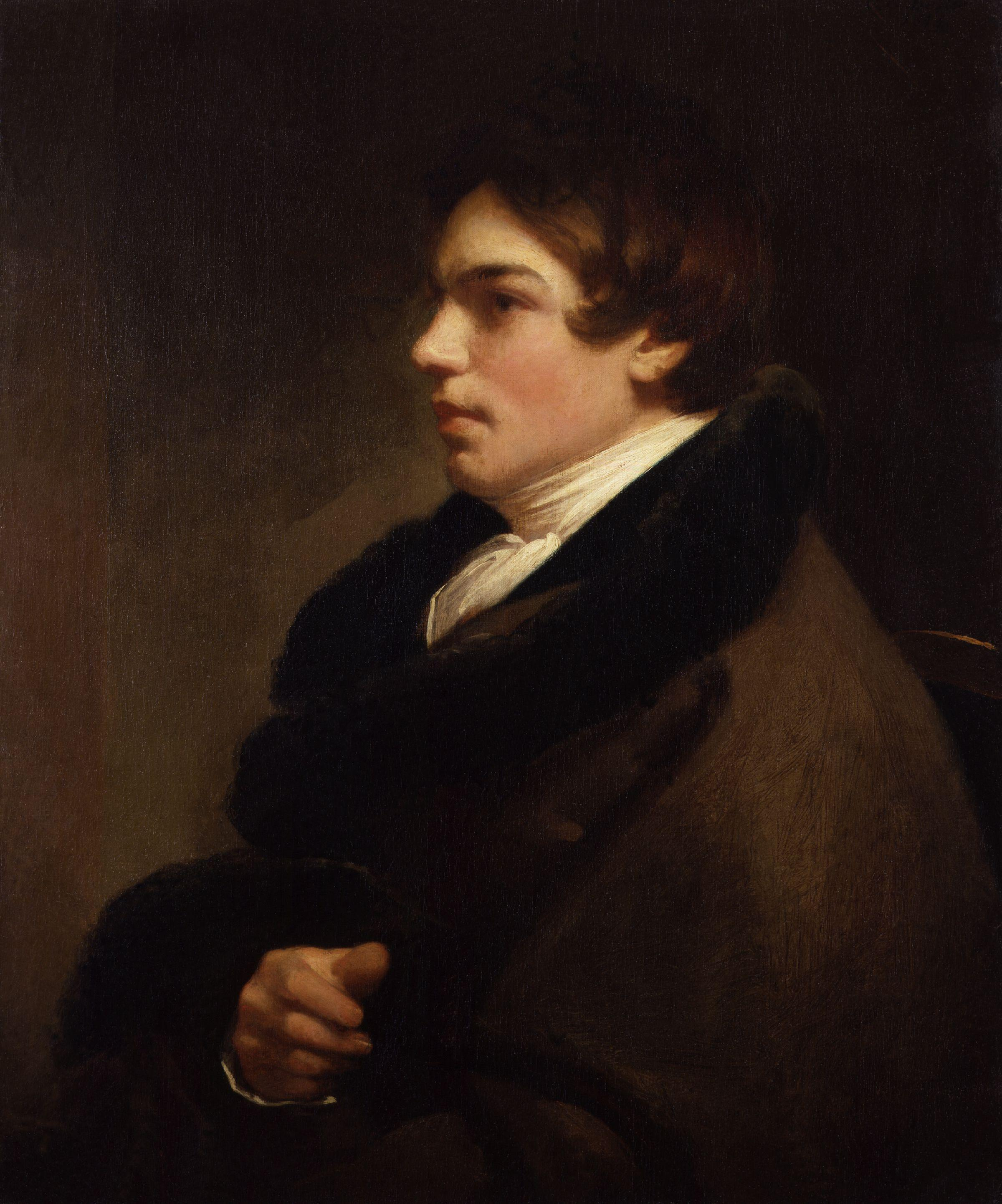
Charles Robert Leslie, självporträtt 1814.

Charles Robert Leslie, född 19 oktober 1794, död 5 maj 1859, var en brittisk målare.
Leslie utbildade sig till en litterär konstnär och hämtade motiv från Shakespeare (bland annat Muntra fruarna i Windsor), Cervantes (bland annat Sancho Panza och rektorn). Mest känd blev Onkel Toby och änkan Wadman (på National Gallery). Hans Handbook for Young painters (1855) blev mycket använd.
Charlos Robert Leslies son George Dunlop Leslie (1835-1921) verkade även han som konstnär inom det litterära genremåleriet.